# Ignatyij Ignatyjevics Nyivinszkij
Ignatyij Ignatyjevics Nyivinszkij (oroszul: Игна́тий Игна́тьевич Ниви́нский Moszkva,  1881. január 11. – Moszkva,  1933. október 27.) orosz festő, grafikus és díszlettervező.

## Élete

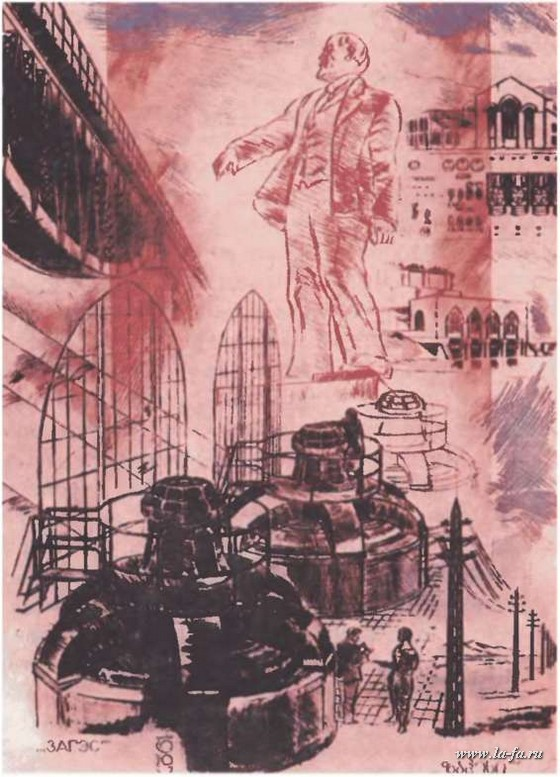
Zagesz (1927)

Nyivinszkij Moszkvában született 1881. január 11-én, egy jól ismert kézműves mester fiaként, aki bútorokat és belsőépítészeti tárgyakat gyártott.
1898-ban fejezte be tanulmányait a moszkvai Sztroganov Művészeti és Ipari Intézetben, ahol ugyanettől az évtől 1905-ig tanári posztot töltött be.
Ivan Vlagyiszlavovics Zsoltovszkij építésszel az 1917-es októberi orosz forradalomig együttműködött, számos általa épített épületet díszített, köztük a moszkvai Taraszov-palotát.
Az 1910-es évek elején olyan épületek festésének és díszítésének szentelte magát, mint a Puskin Szépművészeti Múzeum. Később rézkarcokat is készített, amelyek elismerést és sikereket értek el ebben az Oroszországban nem elterjedt műfajban, az ember ipari, természetátalakító tevékenységéről készített tájképeket, például a ZAGESZ című sorozatot (1927).
Később visszatért a monumentális díszítéshez, megalkotva a Lenin-mauzóleum ravatalozójának belső terét, amelyet a vörös és a fekete színek jellemeznek.
Nyivinszkij művészi együttműködése Valentyin Jevgenyjevics Dubovszkijjal lehetővé tette számára, hogy részt vegyen új típusú moszkvai lakóépületek létrehozásában, amelyek egyszerre foglalták magukba a várak, paloták és a színpadi díszletek vonásait. A lépcsőházak és a lakások Nyivinszkij vázlatai alapján voltak díszítve, néha ősi olasz tájat vagy középkori elemekkel átitatott hátteret imitálva.
1919-ben az országban szétküldött politikai propagandakonvojok előkészítését vezette.
Az 1920-as években számos orosz színházban dolgozott díszlettervezőként, 1921-ben kitüntette magát August Strindberg XIV. Erik című művében Moszkvában, valamint 1923-ban a moszkvai  Mezőgazdasági Kiállításon a „Sesztyigrannyik” pavilon kurátoraként. Ugyanebben az évben tanított a Vhutyemaszban, és vezette a moszkvai népszerű fesztiválok szekcióját, amelyet addig avantgárd művészek vezettek.
Ezt követően a szcenográfiának és a jelmezeknek szentelte magát, számos előadásban közreműködött, többek között a Turandot hercegnőben, Jevgenyij Bagratyionovics Vahtangov híres színrevitelében a Moszkvai Művész Színházban és 1933-ban A sevillai borbély című opera bemutatásában, amelyet Konsztantyin Szergejevics Sztanyiszlavszkij rendezett.
Nyivinszkij egyik utolsó munkája Goethe Római elégiák című könyvének címlapképe volt, amelyhez a színes rézkarc technikáját használta.

## Művei

### Dekorációk és berendezések
- Taraszov-palota dekoráció, Moszkva;
- Dekoráció Puskin Szépművészeti Múzeum;
- A Lenin-mauzóleum ravatalozójának díszítése;
- Politikai propagandakonvojok előkészítése (1919);
- A „Sesztyigrannyik” pavilon díszítése az Összoroszországi Mezőgazdasági Kiállításon Moszkvában (1923);
- Moszkvai népi fesztiválok szekciója;

### Szcenográfia
- August Strindberg: XIV. Erik (1921)
- Turandot hercegnő, rendezte: Jevgenyij Bagratyionovics Vahtangov
- A sevillai borbély, rendezte: Konsztantyin Szergejevics Sztanyiszlavszkij (1933)

Festészet
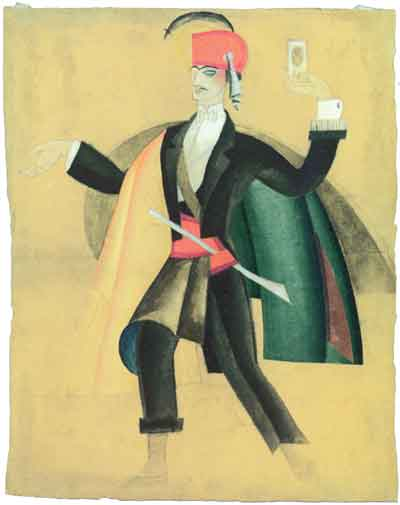
Turandot hercegnő (1922)
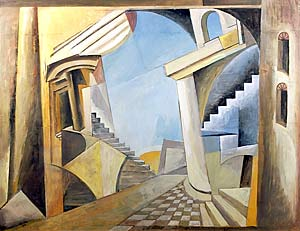
ua.
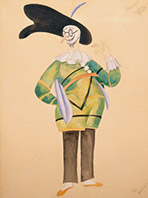
ua.

Rézkarc
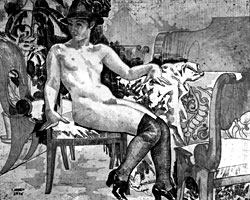
A szobában (1916)
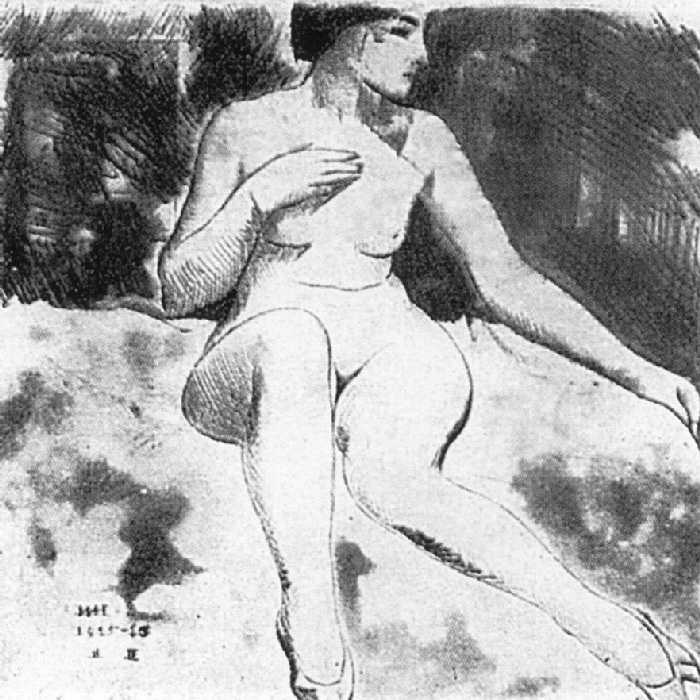
Akt (1915–1916)

Építészet
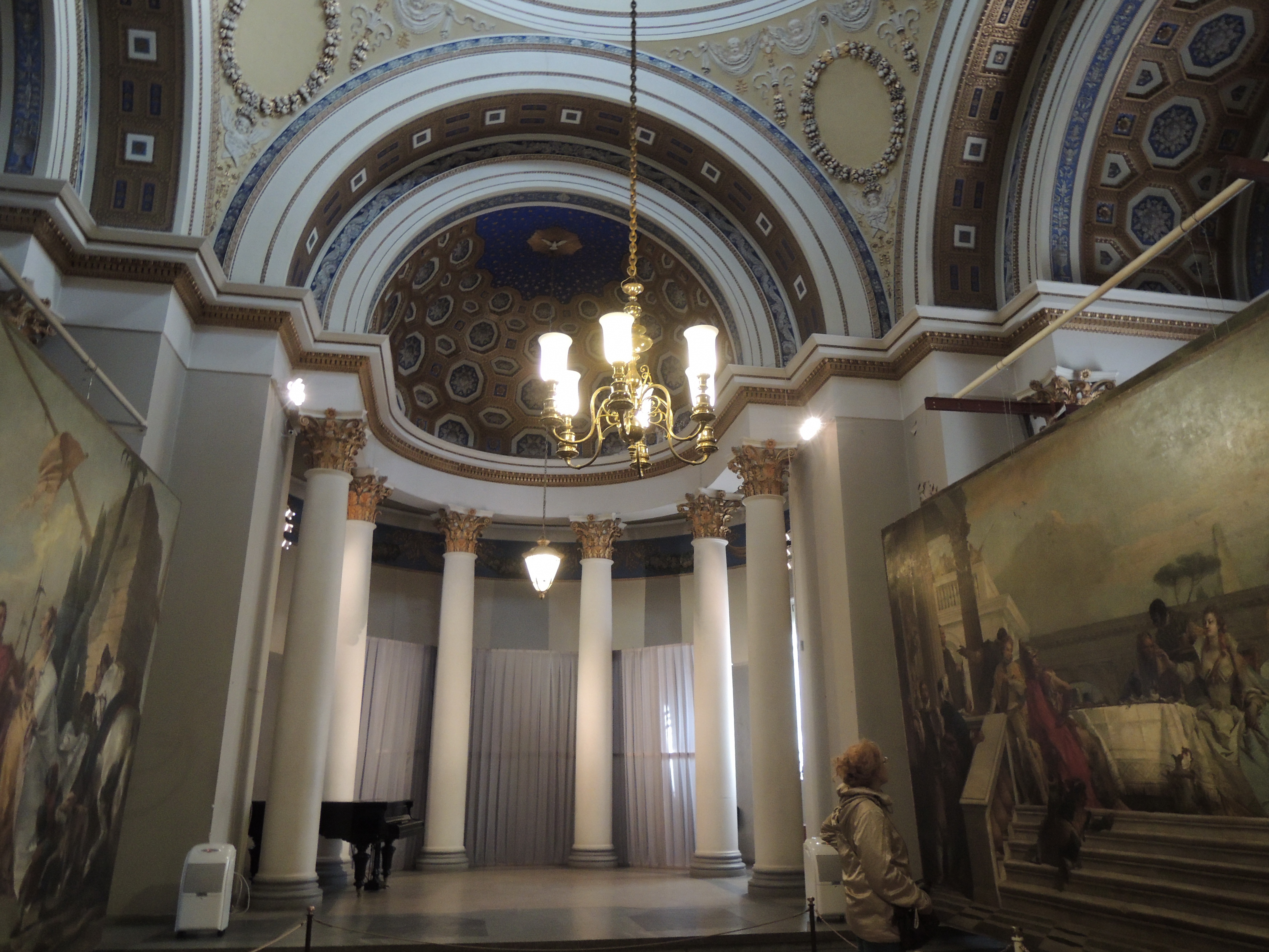
Arhangelszkoje palota, belső tér
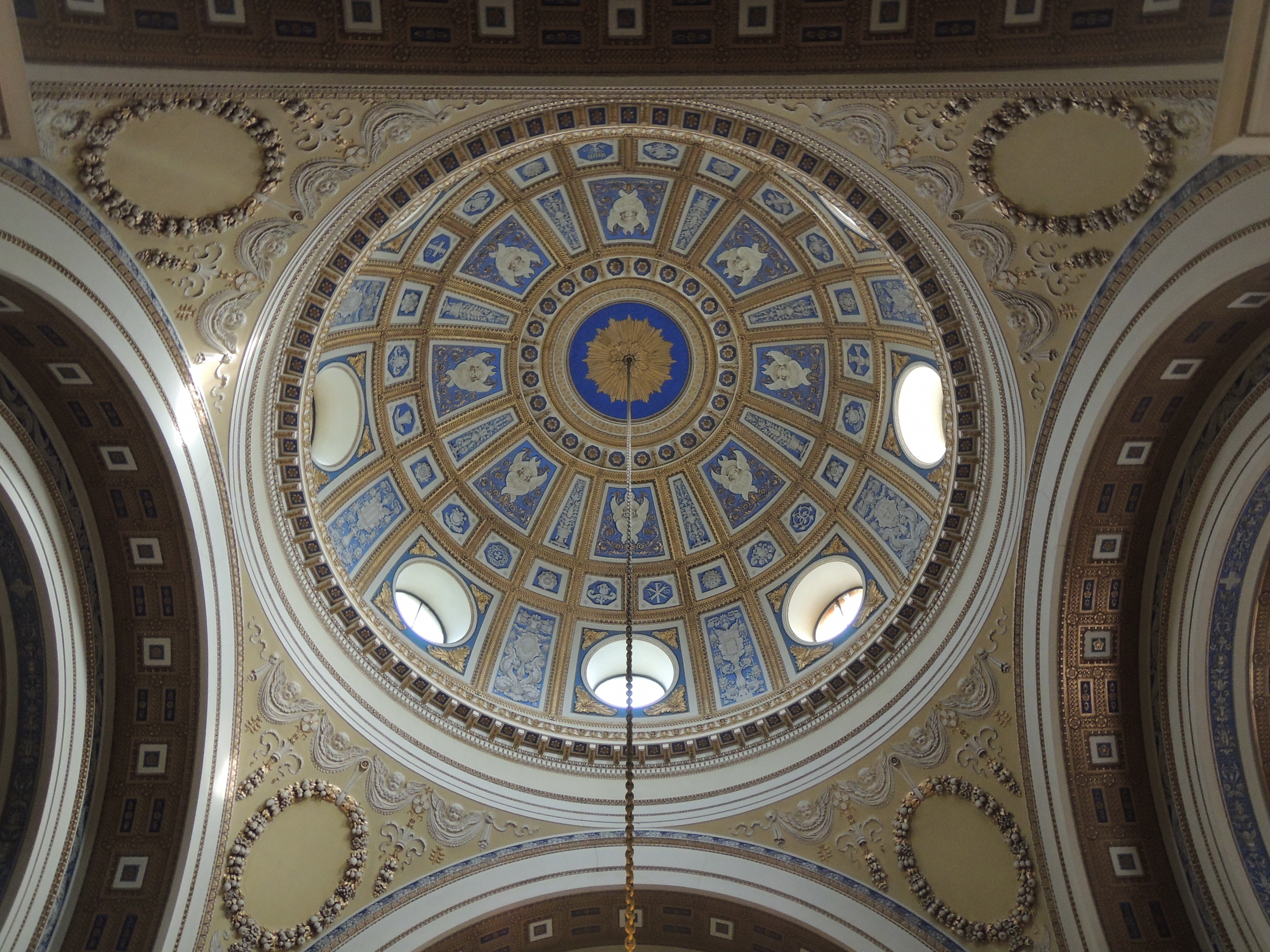
Arhangelszkoje palota, belső tér
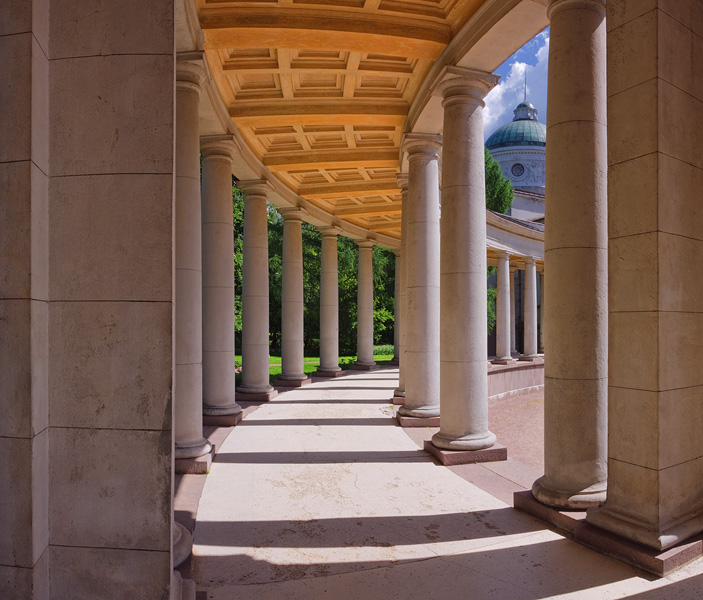
Arhangelszkoje palota, külső

## Fordítás
- Ez a szócikk részben vagy egészben  az   Ignatij Ignat'evič Nivinskij című olasz Wikipédia-szócikk ezen változatának fordításán alapul.  Az eredeti cikk szerkesztőit annak laptörténete sorolja fel. Ez a jelzés csupán a megfogalmazás eredetét és a szerzői jogokat jelzi, nem szolgál a cikkben szereplő információk forrásmegjelöléseként.

## Bibliográfia
- Az orosz avantgárd enciklopédiája (orosz nyelven)
- Mesterek és mesterműveik (orosz nyelven)
- John Milner: A dictionary of Russian and Soviet artists 1420-1970, Woodbridge, Antique Collectors' Club, 1993, SBN IT\ICCU\BVE\0043949 (angolul)
- Giuseppe Morello.szerk.: Fabbri Editori: Il lavoro dell'uomo da Goya a Kandinskij (1991)
- Vahtangovval (orosz nyelven)
- Festészet és grafika (orosz nyelven)
- Tournée théatrale du Théâtre Vachtangov : la Princesse Turandot (francia nyelven)